# Megazone 23
Megazone 23 (メ ガ ゾ ー ン 23, Megazōn Tsū Surī) es un video OVA ciberpunk japonés de cuatro partes creado por Noboru Ishiguro, escrito por Hiroyuki Hoshiyama y Emu Arii, y dirigido por Ishiguro, Ichiro Itano, Kenichi Yatagai y Shinji Aramaki. La serie debutó en 1985. Originalmente se tituló Omega Zone 23 (オ メ ガ ゾ ー ン 23, Omega Zōn Tsū Surī) pero el título fue cambiado justo antes del lanzamiento.
La historia sigue a Shougo Yahagi, un motociclista delincuente cuya posesión de un prototipo de motocicleta del gobierno lo lleva a descubrir la verdad sobre la ciudad. Lanzada en los formatos VHS, Betamax, Laserdisc y VHD, la primera parte fue un gran éxito comercial tras su lanzamiento en 1985, vendiendo más de 216.000 copias en Japón, principalmente a tiendas de alquiler de vídeos A un precio de ¥ 7,800, la primera parte recaudó aproximadamente ¥ 1,7 mil millones de las ventas de videos en Japón. El concepto de la película de una realidad simulada ha generado comparaciones con películas posteriores como Dark City (1998), The Matrix (1999) y Existenz (1999).

## Sinopsis
Megazone 23 se desarrolla en un futuro distante, a principios del siglo 24. En esta época, varios problemas ambientales hicieron que la Tierra fuera inhabitable. Los humanos empezaron a abandonar la tierra en gigantescas colonias espaciales llamadas Megazones. La animación se enfoca en los habitantes de la colonia Megazone 23 (de ahí el nombre)

### Partes I y II
Las dos primeras partes ocurren aproximadamente 500 años después de que la humanidad abandonara la Tierra. El gobierno de la colonia esta preparándose para una guerra casi interminable contra los Delzag, y necesita el apoyo de los ciudadanos para la guerra. El gobierno quiere piratear la computadora central de la colonia (Bahamut), y usar su inteligencia artificial (EVE) para convencer a los ciudadanos de participar en la guerra que esta a punto de comenzar.

### Parte III
La tercera parte ocurre varios siglos después con un hacker llamado Eiji Takanaka, quien es buscado por un grupo rebelde que trabaja en contra de las enseñanzas de un misterioso líder espiritual conocido como el obispo Won Dai. Sion, un miembro de alto rango del grupo rebelde que trabaja bajo la protección de Orange Amusements, comienza a vigilar a Eiji, mientras investiga un extraño programa, Project Heaven, desarrollado por el E=X Bureau, el personal de élite de Won Dai. Sion se las arregla para confrontar a Eiji mientras Orange intenta detener lo que sea que el Project Heaven sea. Gravemente herido, le ordena a Eiji que vaya al punto más bajo de la ciudad para encontrar a la verdadera y centenaria Eve Tokimatsuri, destinada a ser despertada por Shogo Yahagi. Ella lo lleva a Bahamut, a conocer a la versión independiente de Eve de las dos partes anteriores, mientras que Sion logra evitar que Orange cometa el mismo error hecho varios siglos antes, usándolo para transmitir el plan maestro de E=X. Al final, Eiji y Eve se enfrentan a Won Dai, y este muere al desconectarse de su soporte vital, no sin antes revelar que su verdadero nombre es Shogo Yahagi. Eve se dirige a la base lunar de ADAM para apagarla y destruirla, mientras saca la computadora de la ciudad. Finalmente comienza la parte final del plan promulgado alrededor de un milenio antes, mientras Eiji se dirige a reunirse con Ryo para comenzar su vida de nuevo.

## Versión Alternativa
La parte 1 del OVA fue combinada con el anime Super Dimensional Cavalry Southern Cross para crear Robotech: La película. Las escenas al final de la película son nueva animación que no fue usada en el OVA original de Megazone 23. 